# Agrostis vidalii
Agrostis vidalii là một loài thực vật có hoa trong họ Hòa thảo. Loài này được Phil. mô tả khoa học đầu tiên năm 1873.